# Malaville
Malaville – miejscowość i dawna gmina we Francji, w regionie Nowa Akwitania, w departamencie Charente. W 2013 roku populacja gminy wynosiła 436 mieszkańców. 
W dniu 1 stycznia 2017 roku z połączenia pięciu ówczesnych gmin – Éraville, Malaville, Nonaville, Touzac oraz Viville – utworzono nową gminę Bellevigne. Siedzibą gminy została miejscowość Malaville. 